# Франсіско Арамбуру
Франсіско Арамбуру (порт. Francisco Aramburu; 7 січня 1922, Уругваяна — 10 січня 1997, Ріо-де-Жанейро), відомий за прізвиськом Шико (порт. Chico) — бразильський футболіст, що грав на позиції нападника, зокрема, за «Васко да Гама», а також національну збірну Бразилії, у складі якої — срібний призер чемпіонату світу 1950 року.
П'ятиразовий переможець Ліги Каріока.

## Клубна кар'єра
У дорослому футболі дебютував 1939 року виступами за команду клубу «Феррокарріль» з рідного міста. Згодом протягом 1941—1942 років захищав кольори команди клубу «Греміо».
Своєю грою за останню команду привернув увагу представників тренерського штабу клубу «Васко да Гама», до складу якого приєднався 1943 року. Відіграв за команду з Ріо-де-Жанейро наступні дванадцять сезонів своєї ігрової кар'єри. За цей час команди п'ять разів перемогала першість свого штату.
Завершив професійну ігрову кар'єру у клубі «Фламенго», за команду якого виступав протягом 1955—1956 років.
Помер 10 січня 1997 року на 76-му році життя у місті Ріо-де-Жанейро.

## Виступи за збірну
1945 року дебютував в офіційних матчах у складі національної збірної Бразилії. Протягом кар'єри у національній команді, яка тривала 6 років, провів у її формі 19 матчів, забивши 8 голів.
У складі збірної був учасником Чемпіонату Південної Америки 1946 року в Аргентині, де разом з командою здобув «срібло».
За чотири роки був одним з основних нападників збірної Бразилії на домашньому для неї чемпіонаті світу 1950 року. У фінальній групі турніру взяв активну участь у розгромі команд Швеції та Іспанії, відзначившись двома голами у ворота кожної з них. А от у вирішальній грі проти збірної Уругваю, в якій визначався чемпіон світу і в якій бразильці вважалися фаворитами, відзначитися не зміг, а його команда неочікувано поступилася 1:2 і отримала лише срібні нагороди.

## Титули і досягнення
- Переможець Ліги Каріока (5):

«Васко да Гама»: 1945, 1947, 1949, 1950, 1952
- Віце-чемпіон світу: 1950
- Срібний призер Чемпіонату Південної Америки: 1946